# Alexander Anatoljewitsch Iljin
Alexander Anatoljewitsch Iljin (russisch Александр Анатольевич Ильин; * 28. Mai 1952 in Jessentuki; † 27. Oktober 2019 in Moskau) war ein sowjetisch-russischer Materialwissenschaftler und Hochschullehrer.

## Leben
Das Studium am Moskauer Staatlichen Ziolkowski-Luftfahrttechnik-Institut (MATI) (entstanden 1940 neben dem Moskauer Staatlichen Luftfahrtinstitut (MAI)) schloss Iljin 1974 ab als Spezialist für Metallkunde und Wärmebehandlung von Metallen.
Ab 1974 arbeitete Iljin im MATI am Lehrstuhl für Metallkunde und Wärmebehandlung von Metallen bei dem Metallurgen Wladimir Alexandrowitsch Liwanow, der gerade die Lehrstuhlleitung übernommen hatte, und Boris Alexandrowitsch Kolatschew, der die Metallkunde und die Technologie der Titan-Legierungen als Forschungsgebiet am MATI etabliert hatte. Ab 1976 lehrte Iljin dort als Lehrstuhlassistent. 1980 verteidigte er seine Dissertation über die Stabilität der Phasen in Titan-Legierungen für die Promotion zum Kandidaten der technischen Wissenschaften.
Zusammen mit Liwanow und mit Unterstützung des MATI-Rektors Boris Sergejewitsch Mitin, des Vizeministers für Luftfahrtindustrie Genrich Borissowitsch Stroganow und des Chefs des Allrussischen Instituts für Luftfahrtmaterialien (WIAM) Radi Jewgenjewitsch Schalin organisierte Iljin am Lehrstuhl das Forschungslaboratorium für perspektivische metallische Werkstoffe und den MATI-WIAM-Verbund, zu dem auch das Forschungslaboratorium für neue Luftfahrtwerkstoffe und -technologien des Ministeriums für Luftfahrtindustrie gehörte. 1987 wurde Iljin Leiter des Lehrstuhls für Materialwissenschaft und Werkstofftechnik des MATI.
Iljins Forschungsschwerpunkt war die Entwicklung, Herstellung und Anwendung der metallischen und intermetallischen Titan-Basis-Werkstoffe, also der Titan-Legierungen und der Titanaluminide. 1993 verteidigte Iljin im Baikow-Institut für Metallurgie und Materialkunde mit Erfolg seine Doktor-Dissertation über die Mechanismen und die Kinetik der Phasen- und Strukturumwandlungen in Titan-Legierungen während der Wärmebehandlung und der Wasserstoff-Wärmebehandlung für die Promotion zum Doktor der technischen Wissenschaften. Darauf wurde er zum Professor ernannt. 1997 wurde er zum Korrespondierenden Mitglied der Russischen Akademie der Wissenschaften (RAN) und 2008 zum Vollmitglied gewählt.
Iljin gründete den Verbund Ilkom-BMSI aus dem MATI-Medtech-Zentrum und einigen kleinen Unternehmen für die Herstellung von medizinischen Implantaten und Instrumenten für die Orthopädie, Traumatologie, Neurochirurgie und Herzchirurgie, die in Russland, der Europäischen Union, der Gemeinschaft Unabhängiger Staaten und Südostasien erfolgreich vermarktet werden konnten. Für die Anwendung der Titan-Werkstoffe in Luft- und Raumfahrt gab es die Kooperation mit dem WIAM, dem Nationalen Institut für Luftfahrttechnologie (NIAT) und dem Allrussischen Institut für Leichtlegierungen (WILS) sowie direkte Verträge mit Suchoi, Boeing u. a.

## Ehrungen, Preise
- Komsomol-Preis für Arbeiten zur Metallkund und Technologie der Titan-Legierungen für die Luft- und Raumfahrttechnik der von Iljin geleitete Arbeitsgruppe zur Untersuchung der Titanlegierungen (1984, zusammen mit M. J. Kollerow, W. M. Maistrow, J. W. Michailow)[4]
- Anossow-Preis der RAN für Arbeiten zu Konstruktionswerkstoff-Legierungen auf der Basis intermetallischer Verbindungen (1996, zusammen mit Kira Borissowna Powarowa und Jewgeni Nikolajewitsch Kablow)[1]
- Verdienter Wissenschaftler der Russischen Föderation (2000)
- Ehrenzeichen für ausgezeichnete Gesundheitsfürsorge der Russischen Föderation (2002)
- Koroljow-Medaille der Föderation der Kosmonauten Russlands (2002)
- Orden für Ehre, Mut, Kreativität und Barmherzigkeit des Fonds der Gesundheitsgeneralversammlung für Beiträge zur Entwicklung der Medizin von Nichtmedizinern (2007)
- Orden der Ehre (2008)
- Priswanije-Preis des Gesundheitsministeriums und des Jelena Malyschewa-Fonds für die Entwicklung einer neuen Generation von Endoprothesen und Implantaten (2010)[4]
- Botschwar-Preis der RAN (2011)[1]